# لويس فلوريس (عداء سريع)
لويس فلوريس (بالإسبانية: Luis Flores)‏ هو عداء سريع إسباني، ولد في 5 نوفمبر 1978.

## وصلات خارجية
- لويس فلوريس على موقع الاتحاد الدولي لألعاب القوى (الإنجليزية)
- لويس فلوريس على موقع أوليمبيديا (الإنجليزية)